# Christina Schönfeld
Christina Schönfeld (* 1955 in Berlin als Christina Apelt) ist eine gehörlose deutsche Regisseurin, Schauspielerin und Gebärdensolistin im Bereich Oper, Musiktheater, Konzert sowie in Filmproduktionen.

## Leben und Wirken
Schönfeld wurde als Tochter der Versicherungskauffrau Irmgard Apelt und des Studienrates Werner Apelt geboren. Sie ist von Geburt an taub, genauso wie ihre Großeltern.
Seit den 1990er-Jahren wirkt sie als Schauspielerin und Gebärdensolistin. Sie ist seit 1981 verheiratet mit Uwe Schönfeld, einem hörenden Mann. 1979 wurde ihre gemeinsame Tochter geboren, das Paar hat noch einen Adoptivsohn. Sie lebt mit ihrer Familie in Mahlow in Brandenburg.

### Ausbildung
Zwischen 1961 und 1971 besuchte Schönfeld die Albert-Gutzmann-Gehörlosenschule in Berlin und absolvierte eine dreijährige Ausbildung zur Zahntechnikerin im Berufsbildungszentrum Dresden. Nach einer fachspezifischen Qualifizierung im Fachbereich Kieferorthopädie arbeitete sie seit 1974 als Zahntechnikerin in der Charité Berlin. 1987 bis 1989 absolvierte sie ein externes Studium zur Erzieherin im Lehrerinstitut Berlin und arbeitete parallel im Lehrlingswohnheim der Gehörlosen in Berlin als Erzieherin. Von 1990 bis 2002 war sie Bibliothekarin in der Staatsbibliothek zu Berlin.
1995 begann sie ihre Ausbildung als Dozentin für Gebärdensprache durch ein externes Studium im Land Brandenburg, 2003 folgte eine Weiterbildung im Fachbereich Linguistik in Frankfurt/Main und 2005 bis 2008 die Ausbildung zur staatlich anerkannten Gebärdensprachdozentin.

### Engagement innerhalb der Kultur Gehörloser
2002 wurde Schönfeld Projektleiterin im Bereich Darstellende Kunst im Zentrum für Kultur und visuelle Kommunikation Gehörloser Berlin/Brandenburg e. V., von 2005 bis 2009 Projektleiterin der Deafcom gGmbH. Seit 2010 ist sie stellvertretende Leiterin im Bildungsinstitut für Hörgeschädigte Brandenburg und Leiterin des Bereiches Kultur und Bildung im Zentrum für Kultur und visuelle Kommunikation der Gehörlosen Berlin/Brandenburg e. V. Sie ist Erste Vorsitzende des Berufsverband der Gebärdensprachdozenten Berlin/Brandenburg e. V., Vorstandsmitglied im Vorstand des Landesverband der Gehörlosen Brandenburg e. V., Vorstandsmitglied im Vorstand des Zentrums für Kultur und visuelle Kommunikation der Gehörlosen Berlin/Brandenburg e. V., Bildungsbeauftragte des Landesverband der Gehörlosen Brandenburg e. V. sowie 1. Vorsitzende der Berufsverband der Gebärdensprachdozenten Berlin/Brandenburg.

### Wirken als Schauspielerin, Regisseurin und Gebärdensolistin
Schönfeld steht seit ihrer Kindheit in Berlin auf der Theaterbühne, zunächst mit Auftritten im Schultheater, dann mit dem Pantomime-Ensemble der DDR. Es folgten Zusammenarbeiten dem Deutschen Gehörlosen Theater, dem Berliner Bühnenclub und Rollen in Fernsehfilmen. Seit 1995 entstanden unter ihrer Regie Bühnenproduktionen, die Auszeichnungen beim DEGETH Festival in München und Festivals in Livorno – Milano erhielten. Als Filmregisseurin produzierte sie einige Filme und hatte maßgeblichen Anteil beim Aufbau des ersten professionellen Filmstudios, das heute von Gehörlosen geführt wird. 
Seit 1993 verbindet sie eine enge Zusammenarbeit mit dem Komponisten Helmut Oehring, der sie bis heute in Hauptrollen als Gebärdensolistin in vielen seiner Opern, Musiktheater- wie Konzertwerken besetzt. Sie wirkte in vielen Uraufführungen an Opernhäusern Europas in Inszenierungen u. a. von Claus Guth, Joachim Schlömer, Maxim Dessau, Ulrike Ottinger, Michael Simon, Helmut Oehring oder Paul Esterhazy sowie in Konzertsälen Europas unter Dirigenten wie Ingo Metzmacher, Lothar Zagrosek, Roland Kluttig, Johannes Kalitzke, Emmanuelle Haim u. a.

## Auszeichnungen
- 2010 Berliner Kulturpreis
- 2015 Goldene Krone des Fördervereins der Gehörlosen der neuen Bundesländer

## Werke (Hauptrollen Gebärdensolistin)

### Uraufführungen Musiktheater und Oper
- 1994 Helmut Oehring: „Dokumentaroper“, Musiktheater auf Texte Helmut Oehrings (UA Wittener Tage für Neue Musik, Regie: Maxim Dessau, mit dem KNM Berlin, Dirigent: Roland Kluttig)
- 1996 Helmut Oehring: „DAS D'AMATO SYSTEM“, Tanzoper auf Texte Helmut Oehrings (UA Carl-Orff-Saal München, Regie: Maxim Dessau, mit dem KNM Berlin, Dirigent: Roland Kluttig)
- 1999 Helmut Oehring und Iris ter Schiphorst: Bernarda Albas Haus, Tanztheater nach Fédérico Garcia Lorca (UA November 1999 Theater Basel/Hebbeltheater Berlin, Choreografie: Joachim Schlömer)
- 2000/01 Helmut Oehring und Iris ter Schiphorst: „Effi Briest“, Musiktheater auf Texte von Rainer Werner Fassbinder und Theodor Fontane; Auftragswerk der Oper Bonn (UA März 2001 Kunsthalle Bonn mit dem Ensemble musikFabrik NRW, musikalische Leitung: Wolfgang Ott, Inszenierung: Ulrike Ottinger, mit Ingrid Carven, Salome Kammer)
- 2001/02 Helmut Oehring: „BlauWaldDorf“ (weit-aus-einander liegende Tage), Oper auf Texte von Hans Christian Andersen und Helmut Oehring, Auftragswerk des Theater Aachen (UA April 2002 musikalische Leitung: Jeremy Hulin, Inszenierung: Claus Guth)
- 2003/04 Helmut Oehring: „Wozzeck kehrt zurück“, tonschriftliche Momentaufnahme in drei Abzügen (12 Kontakten) auf Texte Georg Büchners, Theodor Fontanes und Helmut Oehrings unter Verwendung von Musiken Carlo Gesualdos, Auftragswerk des Theaters Aachen (UA Juni 2004, musikalische Leitung Jeremy Hulin, Inszenierung: Michael Simon)
- 2005/06 Helmut Oehring: „UnsichtbarLand (oder Der Sturm)“, Oper unter Verwendung von Musiken Henry Purcells, Auftragswerk des Theater Basel (UA Mai 2006, musikalische Leitung: Jürg Henneberger und G. Parunuzzi, Inszenierung: Claus Guth)
- 2012/13 Helmut Oehring: „SehnSuchtMEER oder Vom Fliegenden Holländer“, Oper unter Verwendung von Musiken Richard Wagners mit Texten von Heinrich Heine, Richard Wagner, Mathilde Wesendonck und Hans Christian Andersen; Auftragswerk zum Wagner-Jahr der Deutschen Oper am Rhein Düsseldorf (UA März 2013, musikalische Leitung: Axel Kober, Inszenierung: Claus Guth)
- 2012/2013 Helmut Oehring: „AscheMOND oder The Fairy Queen“, Oper unter Verwendung von Musiken Henry Purcells mit Texten von William Shakespeare, Adalbert Stifter, Heinrich Heine und Helmut Oehring; Auftragswerk der Staatsoper Unter den Linden Berlin im Schillertheater (UA Juni 2013, musikalische Leitung Staatskapelle: Johannes Kalitzke/Michael Boder, Inszenierung: Claus Guth)
- 2013/14 Helmut Oehring: „Orfeo14. (vol. 1)“, Musiktheater auf Claudio Monteverdis „Orfeo“ und Joseph Conrads „Heart of Darkness“ für 6 Solisten und zwei Ensembles (16 Instrumentalisten); Auftragswerk der Opéra de Lille (UA Juni 2014 musikalische Leitung Emmanuelle Haim/Francois Deppe, Inszenierung: Stefanie Wördemann und Helmut Oehring)
- 2014/15 Helmut Oehirng: „JONA, JONAS und der WAL“, ein szenisches KonzertAbenteuer für Hörende und NichtHörende, Kinder, Jugendliche und Erwachsene mit Live-Elektronik und -Geräuscherzeugung, Gebärdenpoesie, Gesang, Schauspiel, Tanz und Instrumentalensemble frei nach dem Buch Jona und Hans-Christian Andersens Märchen „Die Kleine Meerjungfrau“ (UA Dezember 2014 Volkstheater Rostock, musikal. Ltg.: Manfred Hermann Lehner, Inszenierung: Stefanie Wördemann und Helmut Oehring)
- 2015 Helmut Oehring: „Die Brüder Löwenherz“, Musiktheater für Kinder, Jugendliche und Erwachsene für Solisten, Chor, Orchester und Live-Elektronik nach dem gleichnamigen Roman von Astrid Lindgren (UA März 2015 Semperoper Dresden / Lucerne Festival, musikalische Leitung: Eric Ona, Inszenierung: Walter Suttcliffe)

### Uraufführungen Konzert
- 1993/94 Helmut Oehring: „Wrong SCHAUKELN - ESSEN - SAFT (aus: Irrenoffensive)“ für Solo-Stimme und Ensemble (UA 1994 Konzerthaus Berlin, KNM, Dirigent: Roland Kluttig)
- 1998 Helmut Oehring: „Mischwesen“ für Gebärdensolistin und Ensemble (UA November 1998 Kunstcentrum Gent, Asko Ensemble, Dirigent: Roland Kluttig)
- 2000 Helmut Oehring: „Verlorenwasser (aus: Der Ort/Musikalisches Opfer)“ für eine Gebärdensolistin, Gebärdenchor und Orchester (UA Liederhalle Stuttgart mit dem Orchester der Staatsoper Stuttgart, Dirigent: Lothar Zagrosek)
- 2013 Helmut Oehring: „schienen wie Wellen die in lange Auge (Saf Haki / Wörter in die Luft)“ für einen Vokalsolisten, Gebärdensolistin, Solo E-Gitarristen, Chor und Orchester; Auftragswerk der Donaueschinger Musiktage 2013 (UA Oktober 2013 mit dem SWR Sinfonieorchester und SWR Vokalensemble Stuttgart, Dirigent: Rupert Huber)

### Premieren/Neuinszenierungen Oper (Hauptrollen Gebärdensolistin)
- 2015 Luciano Berio: „Un re in ascolto“, musikalische Handlung in zwei Teilen, Libretto: Italo Calvino (Inszenierung von Paul Esterhazy am Staatstheater Kassel, Premiere: 23. Mai 2015)

### Premieren/Neuinszenierungen (Hauptrollen Schauspiel)
- „Wechselspiele“, Regie: Volkmar Otte (Pantomime-Ensemble der DDR)
- „Im Park“, Regie: Volkmar Otte (Pantomime-Ensemble der DDR)
- „Antigone“ (Deutsches Gehörlosentheater)
- „Das Spiel von Liebe und Zufall“ (Deutsches Gehörlosentheater)

## Filmografie

### Filme (Regie / Drehbuch)
- 1997 "Montags früh…", Regie: Christina Schönfeld, Drehbuch: Uwe Schönfeld, Kamera: Olaf Birkenstadt
- 1998 "Die Geburt der Sprache", Regie: Christina Schönfeld / Uwe Schönfeld, Drehbuch: Uwe Schönfeld, Kamera: Olaf Birckenstaedt
- 1999 „Durchgedreht“, Regie: Christina Schönfeld / Uwe Schönfeld, Drehbuch: Uwe Schönfeld, Kamera: Olaf Birckenstaedt
- 2015 „Die Deaf-DDR“, Teile 1 und 2, Regie: Marco Lidski, Drehbuch: Christina Schönfeld, Kamera: Jan Sell

### TV-Filme (Rollen)
- 1996: Lautlose Schreie – Eine Frau in Gefahr, Regie: Erwin Keusch
- 2002: Tatort – Schützlinge, Regie: Martin Eigler